# 황규택
황규택(1982년 7월 3일 ~ )은 전 KBO 리그 야구 선수의 투수이다. 현재 구리시립 리틀야구단의 코치로 활동 중이다.

## 출신학교
- 길동초등학교
- 휘문중학교
- 휘문고등학교

## 선수 경력
휘문고를 졸업하고 2001년 1차 지명을 받아 입단했으나 그동안 1군에서도 오르지 못하고 단 1개의 공도 못 던진 채 2군에서만 활동하여 은퇴했다.